# Mistrzostwa Europy w Kajakarstwie Górskim 2014
Mistrzostwa Europy w Kajakarstwie Górskim 2014 – zawody o mistrzostwo Europy w kajakarstwie górskim. Mistrzostwa odbyły się między 29 maja a 1 czerwca w Wiedniu w Austrii.

## Medaliści

### Mężczyźni
| Konkurencja   | Złoto | Czas   | Srebro                                                                                              | Czas   | Brąz                                                                                       | Czas   |
| C-1           | Alexander Slafkovský                                                                                     | 88,49  | Michal Martikán                                                                                     | 89,76  | Jan Benzien                                                                                | 90,05  |
| C-1 drużynowo | Słowenia Benjamin Savšek · Anže Berčič · Luka Božič                                                      | 98,48  | Czechy Lukáš Rohan · Vítězslav Gebas · Jan Mašek                                                    | 101,18 | Słowacja Michal Martikán · Alexander Slafkovský · Karol Rozmuš                             | 102,16 |
| C-2           | Słowacja Ladislav Škantár · Peter Škantár                                                                | 95,20  | Polska Piotr Szczepański · Marcin Pochwała                                                          | 95,41  | Słowenia Luka Božič · Sašo Taljat                                                          | 96,93  |
| C-2 drużynowo | Słowacja Pavol Hochschorner/Peter Hochschorner · Ladislav Škantár/Peter Škantár · Tomáš Kučera/Ján Bátik | 112,39 | Francja Nicolas Peschier/Pierre Labarelle · Gauthier Klauss/Matthieu Peche · Pierre Picco/Hugo Biso | 112,85 | Czechy Ondřej Karlovský/Jakub Jáně · Tomáš Koplík/Jakub Vrzáň · Jonáš Kašpar/Marek Šindler | 115,08 |
| K-1           | Jiří Prskavec                                                                                            | 83,94  | Vít Přindiš                                                                                         | 84,82  | Samuel Hernanz                                                                             | 86,32  |
| K-1 drużynowo | Niemcy Sebastian Schubert · Fabian Dörfler · Alexander Grimm                                             | 96,27  | Wielka Brytania Richard Hounslow · Joseph Clarke · Thomas Brady                                     | 98,75  | Polska Mateusz Polaczyk · Rafał Polaczyk · Dariusz Popiela                                 | 98,90  |

### Kobiety
| Konkurencja                            | Złoto                                                             | Czas   | Srebro                                                          | Czas   | Brąz                                                      | Czas   |
| C-1                                    | Caroline Loir                                                     | 105,21 | Julia Schmid                                                    | 106,32 | Kateřina Hošková                                          | 107,05 |
| C-1 drużynowo (konkurencja bez medali) | Wielka Brytania Mallory Franklin · Jasmine Royle · Eilidh Gibson  | 140,28 | Hiszpania Núria Vilarrubla · Miren Lazkano · Klara Olazabal     | 149,56 | Czechy Kateřina Hošková · Monika Jančová · Jana Matulková | 161,67 |
| K-1                                    | Ricarda Funk                                                      | 96,11  | Melanie Pfeifer                                                 | 96,37  | Émilie Fer                                                | 96,65  |
| K-1 drużynowo                          | Czechy Štěpánka Hilgertová · Kateřina Kudějová · Veronika Vojtová | 108,65 | Hiszpania Maialen Chourraut · Irati Goikoetxea · Marta Martínez | 110,17 | Francja Carole Bouzidi · Nouria Newman · Émilie Fer       | 110,36 |

## Klasyfikacja medalowa
| Miejsce | Państwo         | złoto | srebro | brąz | Razem |
| ------- | --------------- | ----- | ------ | ---- | ----- |
| 1.      | Słowacja        | 3     | 1      | 1    | 5     |
| 2.      | Czechy          | 2     | 2      | 2    | 6     |
| 3.      | Niemcy          | 2     | 1      | 1    | 4     |
| 4.      | Francja         | 1     | 1      | 2    | 4     |
| 5.      | Słowenia        | 1     | 0      | 1    | 2     |
| 6.      | Polska          | 0     | 1      | 1    | 2     |
| 6.      | Hiszpania       | 0     | 1      | 1    | 2     |
| 8.      | Austria         | 0     | 1      | 0    | 1     |
| 8.      | Wielka Brytania | 0     | 1      | 0    | 1     |